# Зоряний шлях: Пікар (сезон 2)
Другий сезон телесеріалу «Зоряний шлях: Пікар» показує Жана-Люка Пікара в 2401 році. Сезон був створений телевізійною студією «CBS Studios» у співпраці з «Secret Hideout», «Weed Road Pictures» та «Roddenberry Entertainment», Аківа Голдсман і Террі Маталас — шоуранер.
Стюарт оголосив про серіал у серпні 2018 року після того, як його переконали повернутися до ролі творці Аківа Голдсман, Чабон, Кірстен Бейєр та Алекс Курцман. Чабон був названий єдиним шоуранером перед зйомками, які проходили з квітня по вересень 2019 року в Каліфорнії. Продюсери зосередилися на тому, щоб відрізнити сезон від попередніх частин франшизи та поновити історію про види ромуланців і борґів. Історія та місце дії черпають натхнення з політичного ландшафту Brexit і Дональда Трампа, а також сирійської кризи біженців. У цьому сезоні спеціально запрошені зірки повторюють свої ролі з «Наступного покоління» та інших частин «Зоряного шляху».
Другий і третій сезони було замовлено в січні 2020 року, перед дебютом першого сезону.

## У ролях
| Актор            | Роль                |
| ---------------- | ------------------- |
| Патрік Стюарт    | Жан-Люк Пікар       |
| Елісон Пілл      | Агнес Джураті       |
| Іза Бріонес      | Соджі               |
| Мішель Герд      | Раффі Муск'є        |
| Сантьяго Кабрера | Крістобаль Ріос     |
| Еван Евагора     | Елнор               |
| Джері Раян       | Сьома-з-дев'яти     |
| Орла Брейді      | Ларіс               |
| Брент Спайнер    | Адам Сонг           |
| Кей Бесс         | комп'ютер Ла-Серени |
| Джон де Лансі    | Q                   |
| Енні Вершинг     | королева Борг       |
| Сол Родрігес     | Тереза Рамірес      |
| Пенелопа Мітчелл | Рене Пікар          |
| Вупі Голдберг    | Гунан               |
| Кірк Тетчер      | панк в автобусі     |
| Джеймс Калліс    | Моріс Пікар         |
| Джейм Карнс      | Мартін Веллс        |
| Віл Вітон        | Веслі Крашер        |

## Епізоди
| № п/п | № в сезоні | Назва                                         | Режисер         | Сценарист                                        | Оригінальний показ | Оригінальний показ українською | Код            | Рейтинг        |
| --- | ---------- | --------------------------------------------- | --------------- | ------------------------------------------------ | ------------------ | ------------------------------ | -------------- | -------------- |
| 1 | 11         | «The Star Gazer» «Старгейзер»                 | Даг Аарніокоскі | Аківа Голдсман, Террі Маталас                    | 3 березня 2022     | Буде оголошено                 | Буде оголошено | Буде визначено |
| Адмірал у відставці Жан-Люк Пікар відхиляє романтичні пропозиції своєї економки Ларіс через півтора року після смерті її партнера Жабана. Після виступу перед новими курсантами — у тому числі своїм колишнім підопічним Елнором — як ректор Академії Зоряного Флоту, Пікар відвідує свою давню подругу друга і барменку Гуінана. Щоб поговорити про те, як він протягом усього життя уникав романтичних стосунків. В далекому космосі капітан Кріс Ріос і доктор Агнес Джураті із «USS Stargazer» досліджують аномалію, яка транслює запит на переговори про вступ до Федерації з Пікаром. До них приєднується Сьома-з-Дев'яти, а також флот зоряних кораблів, включаючи «USS Excelsior», на борту якого є колишній перший офіцер Раффі Мусікер. Коли Пікар прибуває, корабель Боргів виходить із аномалії та транспортує королеву на «Stargazer». Королева починає асимілювати весь флот, спонукаючи Пікара ініціювати самознищення «Старгейзера». Після вибуху Пікар прокидається у версії свого дому, і його вітає позавимірна істота Q, яка повернулася, щоб знову випробувати Пікара. |            |                                               |                 |                                                  |                    |                                |                |                |
| 2 | 12         | «Penance» «Спокута»                           | Даг Аарніокоскі | Аківа Голдсман, Террі Маталас, Крістофер Монфетт | 10 березня 2022    | Буде оголошено                 | Буде оголошено | Буде визначено |
| Пікар дізнається від К'ю, що він і його супутники перебувають в альтернативній часовій реальності, де людство сформувало ксенофобську «Конфедерацію Землі», яка систематично викорінює або поневолює інопланетні раси. Пікар, найвидатніший військовий командувач Конфедерації, отримав честь стратити останню королеву Борг від Сьомої-з-Дев'яти, яка є президенткою Конфедерації та одружена з магістратом. Група знову об'єднується і дізнається від королеви Борг, що вони можуть запобігти утворенню Конфедерації, вирушивши до Лос-Анджелеса в 2024 рік — що вони можуть зробити лише за допомогою королеви. Агнес, Раффі та Елнор беруть під контроль комунікаційні і транспортні системи в штаб-квартирі Конфедерації, а Сьома і Пікар виграють час до публічної страти. У той час як натовп і суддя занепокоєні тим, що вони зволікають, інші досягають свої цілі, і Пікар, Сьома, Агнес, Раффі, Елнор та Королева рушають на корабель Ріоса. |            |                                               |                 |                                                  |                    |                                |                |                |
| 3 | 13         | «Assimilation» «Асиміляція»                   | Леа Томпсон     | Кайлі Россеттер; Крістофер Монфетт               | 17 березня 2022    | Буде оголошено                 | Буде оголошено | Буде визначено |
| Сьома відволікає суддю на досить довгий час, щоб група здолала й ліквідувала його та офіцерів. Корабель піддається атаці, і Королева користується ситуацією, щоб напряму підключитися до комп'ютерів. Вона знищує їхніх переслідувачів і кидає корабель навколо сонця, створюючи червоточину до 2024 року. Королева каже Пікару, що вони повинні знайти «Сторожа» в Лос-Анджелесі, який знає, що змінив Q, аби викликати нову шкалу часу. Корабель зазнає аварії біля Шато-Пікар у Франції, і Королева відволікає всю силу, щоб зберегти себе. Елнор помирає від отриманих ран, а Раффі сердито звинувачує Пікара, перш ніж вирушити разом із Сьомою та Ріосом на пошуки Спостерігача. Транспортер Ріоса виходить з ладу, і він падає та втрачає свідомість, прокидаючись у клініці, яка таємно лікує іммігрантів без документів. Перш ніж Ріос зможе піти, офіцери імміграційної служби проводять обшук у клініці та заарештовують його та лікарку Терезу. Комунікатор Ріоса залишився в клініці. Незважаючи на застереження Пікара, Агнес підключає свій розум до Королеви та дізнається точне місцезнаходження Спостерігача, перш ніж її почнуть асимілювати, справляючи враження на Королеву.                |            |                                               |                 |                                                  |                    |                                |                |                |
| 4 | 14         | «Watcher» «Спостерігач»                       | Леа Томпсон     | Джуліана Джеймс; Джейн Меггс                     | 24 березня 2022    | Буде оголошено                 | Буде оголошено | Буде визначено |
| Пікар і Агнес дізнаються в розмові із Королевою, що зміна часової шкали, яку вони повинні запобігти, щоб уникнути темного майбутнього Конфедерації, відбудеться через три дні, 15 квітня 2024 року. Пікар транспортується до місця, яке Агнес дізналася від Королеви, і знаходить молодшу версію Гуйнан, яка його ще не знає і планує покинути Землю після того, як розчарувалася в людстві. Сьома і Раффі шукають Ріоса, якого «ICE» і відправляє в охоронюваний район на кордоні зі США. Вони можуть відстежити автобус, на якому їде Ріос, за допомогою Агнес, яка обманом змушує Королеву покращити транспортні системи «Ла-Серени». Після того, як Пікар відкриває своє ім'я та пояснює, що шукає спостерігача, Гуйнан приводить його до когось, хто також відомий як «Наглядач», і діє як «янгол-охоронець» для когось на Землі. Наглядач, який нагадує Ларіс, але виглядає людиною, телепортується разом з Пікаром. Тим часом Q підходить до жінки, яка працює над запланованою місією польоту в космос. Він з подивом виявляє, що не може змінити її долю. |            |                                               |                 |                                                  |                    |                                |                |                |
| 5 | 15         | «Fly Me to the Moon» «Відвези мене на Місяць» | Джонатан Фрейкс | Сінді Аппель                                     | 31 березня 2022    | Буде оголошено                 | Буде оголошено | Буде визначено |
| Спостерігач представляється як Таллінн і пояснює Пікару, що їй доручено захистити його предка Рене Пікар. Це жінка на яку К'ю націлився раніше, оскільки Рене відіграє важливу роль у майбутньому. К'ю звертається до доктора Адама Суна, опального генетика, який відчайдушно прагне знайти ліки від невиліковної генетичної хвороби своєї дочки Коре. В обмін на флакон з ліками, який може врятувати життя Коре, К'ю просить Сун допомогти впоратися з Рене. Сьома і Раффі виривають Ріоса з-під варти «ICE». На «Ла-Серені» королева підключається до зв'язку корабля, щоб передати екстрений виклик і заманити поліцейського на корабель. Агнес стріляє в Королеву, щоб завадити їй асимілювати поліцейського, але вмираюча Борг вводить в Агнес нанозонди. Пікар знає, що Рене призначено знайти розумний організм на супутнику Юпітера Іо, і їй важливо не відмовитися від місії на Європу. Щоб спостерігати за нею на передпольотному гала-концерті, Агнес проникає в приміщення, аби зламати систему, щоб усі могли бути присутніми. Але свідомість королеви Боргів ховається в її розумі. |            |                                               |                 |                                                  |                    |                                |                |                |
| 6 | 16         | «Two of One» «Два з одного»                   | Джонатан Фрейкс | Сінді Аппель; Джейн Меггс                        | 7 квітня 2022      | Буде оголошено                 | Буде оголошено | Буде визначено |
| За допомогою Королеви Агнес надає Пікару, Талліну та Ріосу доступ до гала-концерту. Там Пікар стикається з Сунгом, який повідомляє охороні, що Жан-Люк небезпечний. Агнес і Королева вимикають світло та відволікають увагу, співаючи джазовий кавер на «Shadows of the Night». Внаслідок викиду ендорфінів Королева повністю контролює тіло Агнес. Q, взявши на себе роль терапевта Рене, розпалює її незахищеність текстовими повідомленнями, і вона починає тікати з вечірки. Пікар знаходить її та переконує виконати місію, розповідаючи про свою матір, яка також любила зірки та теж мала психічні проблеми. Сун бачить Рене та Пікара, які разом гуляють на вулиці, і намагається переїхати дівчину своєю машиною. Пікар штовхає її з дороги, але його збиває машина і він втрачає свідомість. Повернувшись додому, Сун свариться на Коре; вона знаходить його дослідження і дізнається — вона єдина, хто вижив з багатьох очевидних клонів, які він створив. У клініці Терези Таллінн вирішує проникнути в розум Пікара, щоб допомогти йому прокинутися від спогадів, на яких він зосереджений. |            |                                               |                 |                                                  |                    |                                |                |                |
| 7 | 17         | «Monsters» «Монстри»                          | Джо Менендес    | Джейн Меггс                                      | 14 квітня 2022     | Буде оголошено                 | Буде оголошено | Буде визначено |
| У своїй свідомості Пікар знову переживає частину спогадів дитинства, коли його, очевидно, жорстокий батько Моріс переслідував по дому молодого Жана-Люка та його матір Іветту. Таллінн допомагає Пікарду зрозуміти, що його мати насправді страждала від психічної хвороби, а Моріс просто намагався захистити її та Пікара. Пікар прокидається від коми, і Таллінн виявляє, що вона насправді ромуланка та, можливо, предок Ларіс. Пікар теоретизує, що Q може мати особисту зацікавленість у його «випробуванні», і просить Гуінан викликати Q за допомогою ритуалу Ель-Ауріанців. Ритуал зазнає невдачі саме тоді, коли агент ФБР Мартін Веллс заходить у бар і заарештовує їх на основі відео з камер спостереження, на якому Пікар використовує свій транспортер. Ріос таємно привозить Терезу та її сина на «Ла-Серену», зізнаючись, що він мандрівник у часі. Раффі та Сьома виявляють, що корабельні комп'ютери були саботовані кодами шифрування Борг, і починають стежити за Агнес. Вони знаходять бар, де Агнес розбила вікно, і розуміють, що Королева намагається отримати більше ендорфінів в Агнес, поки вона не матиме достатньо сил, щоб асимілювати більше людей і стати новою Королевою Борг. |            |                                               |                 |                                                  |                    |                                |                |                |
| 8 | 18         | «Mercy» «Милосердя»                           | Джо Менендес    | Сінді Аппель; Кірстен Бейер                      | 21 квітня 2022     | Буде оголошено                 | Буде оголошено | Буде визначено |
| Веллс намагається змусити Пікара та Гуінан зізнатися в тому, що вони інопланетяни. Він розлучає їх, і Гуінан відвідує К'ю, який пояснює, що він помирає та «суд» — це остання спроба надати власному життю сенс. Він зазначає, що всі люди застрягли в минулому, і Гуінан використовує астральну проекцію, щоб поділитися цим повідомленням з Пікаром. Веллс розповідає, що він стикався з інопланетянами, коли був дитиною, й думав, що вони хотіли його вбити, але Пікар пояснює, що це були вулканці — які лише намагалися стерти його спогади. Веллс змушений звільнити Пікара та Гуінан після того, як ФБР звільняє його за проведення незаконного розслідування. Тим часом Раффі та Сьома знаходять Королеву, яка збирає акумулятори від автомобілів і телефонів, щоб змінити тіло Джураті та зробити його здатним до асиміляції. Королева нападає на них, але Агнес здатна змусити її зупинитися та відійти. Дізнавшись про її справжню природу, Коре залишає свого батька за допомогою К'ю. Королева переконує Сунга, що він може врятувати його спадщину, допомагаючи їй викрасти «Ла-Серену», що дозволить їй завоювати галактику. Сунг надає їй загін найманців для перетворення на дронів Борга.     |            |                                               |                 |                                                  |                    |                                |                |                |
| 9 | 19         | «Hide and Seek» «Хованки»                     | Майкл Вівер     | Метт Окумура; Кріс Деррік                        | 28 квітня 2022     | Буде оголошено                 | Буде оголошено | Буде визначено |
| Королева, Сунг і дрони-борги направляються до «Ла-Серени» тоді як Picard, Талланн, Раффі та Сьома спрямовуються до шато Пікара. Свідомість Агнес блокує Королеву від систем корабля, поки не прибудуть Сьома і Раффі. Вони намагаються використати корабель проти Королеви, але вона смертельно ранить Сьому. Після того, як вони відправляють Ріоса, Терезу та її сина в безпечне місце, Пікар і Таллінн тікають від Сунга та дронів у тунелях під замком. Пікар пригадує, як його мати перенесла психічний розрив, коли вони грали в хованки в тунелях у його дитинстві, після чого вона покінчила з власним життям. Обговорення цього питання з Таллінн допомагає Пікару змиритися з цим. Сунг заганяє їх у кут, але Ріос дає відкоша і змушує його тікати. Агнес переконує Королеву змінити свій спосіб життя та побудувати новий колектив Борг шляхом співпраці, а не асиміляції, справді ставши новою королевою Борг."La-Sirena" рушає до квадранта Дельта, залишаючи повідомлення для Пікара: має бути дві версії Рене — одна, яка літатиме в місії Europa, і друга, яка помре. |            |                                               |                 |                                                  |                    |                                |                |                |
| 10 | 20         | «Farewell» «Прощання»                         | Майкл Вівер     | Крістофер Монфетт; Аківа Голдсман                | 5 травня 2022      | Буде оголошено                 | Буде оголошено | Буде визначено |
| Незважаючи на протести Пікара, Таллінн інтерпретує повідомлення Королеви як те, що їй потрібно пожертвувати собою, щоб врятувати Рене. Вона використовує голографічну маску, щоб перешкодити спробі Сунга вбити Рене, і помирає на руках у Пікара, поки Рене відправляється на місію «Європа». Після своєї невдачі Сунг повертається додому та виявляє, що Кор видалив свої цифрові файли, хоча у нього все ще є фізичний файл під назвою «Проект Хан». Веслі Крашер залучає Коре до "Мандрівників, а Ріос вирішує залишитися в минулому з Терезою. К'ю та Пікар обговорюють мету суду: К'ю сподівається, що Пікар навчився відпускати минуле та приймати любов. Потім Q використовує останні сили, щоб відправити Пікара, Сьому та Раффі назад до Звіздаря у власній часовій шкалі, де Елнор живий. Пікар визнає, що цією королевою Борг є Агнес, чий колектив виявив новий трансварповий канал, за яким вони пропонують спостерігати як тимчасові члени Федерації. Після возз'єднання зі старшою Гуінан і дізнавшись про життя Ріоса в 21 столітті, Пікар повертається до свого замку і просить Ларіс про другий шанс бути разом.                                                                              |            |                                               |                 |                                                  |                    |                                |                |                |